# Oh Yeon-soo
Oh Yeon-soo (27 de octubre de 1971) es una actriz surcoreana.

## Vida personal
Desde 1998 está casada con el actor Son Ji-chang, la pareja tiene dos hijos Son Seong-min y Son Gyeong-min.

## Carrera
Debutó en 1989 entre un lote de actores que pasaron la audición abierta de MBC, y pronto se hizo popular por su imagen inocente.
Ha interpretado a una madre soltera que re-descubre el amor en Una Segunda Propuesta, una descontenta ama de casa rivalizando con una bailarina en The Queen Returns, y también ha participado con personajes fuertes en los dramas históricos Jumong, y Gyebaek. Pero, se hizo más conocida por su memorable representación de una mujer casada y adúltera en los melodramas "La Dolce Vita", y Malo.

## Filmografía

### Series de televisión
- Doubt (MBC, 2024)[18][19][20]
- Grid (Disney+, 2022)
- Military Prosecutor Doberman (tvN, 2022)[21]
- Triangle (MBC / 2014)
- Iris II: New Generation (KBS2 / 2013)
- Gyebaek (MBC / 2011)
- Bad Guy (SBS / 2010)
- The Queen Returns (KBS2 / 2009)
- La Dolce Vita (MBC / 2008)
- Jumong (MBC / 2006)
- A Farewell to Sorrow (KBS2 / 2005)
- A Second Proposal (KBS2 / 2004)
- Snowman (MBC / 2003)
- Hard Love (KBS2 / 2002)
- Law of Marriage (MBC / 2001)
- Woman on Top (SBS / 1999)
- Love and Success (MBC / 1998)
- Shoot Toward Tomorrow (MBC / 1998)
- Revenge and Passion (MBC / 1997)
- Mother's Flag (SBS / 1996)
- Mangang (SBS / 1996)
- War and Love (MBC / 1995)
- The Man Worries Me (KBS / 1994)
- Endure Sunday (KBS2 / 1993)
- Sons and Daughters (MBC / 1992)
- Eyes of Dawn (MBC / 1991)

### Cine
- Tazza: The Hidden Card (2014) (cameo)
- South Bound (2013)
- The Happenings (1998)
- Firebird (1997)
- Piano in Winter (1995)
- Rules of the Game (1994)
- General's Son III (1992)
- Women Upstairs, Men Downstairs (1992)